# Graukopfnonne
Die Graukopfnonne (Lonchura caniceps) ist eine Art aus der Familie der Prachtfinken. Es werden mehrere Unterarten unterschieden. Die Art bildet gemeinsam mit der Arfaknonne eine Superspezies.

## Beschreibung
Die Graukopfnonne erreicht eine Körperlänge von zehn Zentimetern und zählt damit eher zu den kleineren Prachtfinkenarten. Der Sexualdimorphismus ist nur geringfügig ausgeprägt. In Gefiederfärbung und Zeichnung gleicht die Graukopfnonne der Weißkopfnonne.
Das Männchen hat einen gräulich braunweißen Oberkopf. Auch die Kopfseiten sowie der Hinterhals sind gräulich braunweiß. Der Rücken und die Flügel sind matt dunkel-rötlich braun. Der hintere Bürzel und die Oberschwanzdecken sind bräunlich gelb. Die Schwanzfedern sind braun mit bräunlich gelben Säumen. Die Kehle ist weißlich. Die Körperunterseite ist von der Kropfgegend an erdbraun und wird zum Bürzel hin dunkler. Die Körperseiten gehen in ein Rotbraun über. Die Schenkel und die Unterschwanzdecken sind schwarz.
Die Weibchen sind etwas dunkler gefärbt und haben etwas bräunlichere Kehlen. Jungvögel haben einen einfarbig sandbraunen Kopf. Auf der Körperoberseite sind sie etwas heller als adulte Graukopfnonnen.

## Verbreitungsgebiet und Lebensweise
Das Verbreitungsgebiet der Graukopfnonne ist der Südosten von Neuguinea. Bei Port Moresby ist sie die häufigste Prachtfinkenart und kommt vor allem zur Zeit der Grassamenreife in Schwärmen von mehr als 1000 Vögel vor.
Der Lebensraum der Graukopfnonne umfasst Grasland und Savannen sowie Sumpfgebiete. Sie kommt auch an Flussufern, am Rand von dichtem Buschland sowie in Gärten vor. Sie ist grundsätzlich eine soziale Art und tritt auch in gemischten Schwärmen mit Trauerbronzemännchen, Dickschnabelnonnen, Braunbrustnonnen und vereinzelt auch Prachtnonnen auf. Ihre bevorzugte Nahrung sind halbreife Grassamen. Wie viele Bronzemännchen klettert die Graukopfnonne geschickt an senkrechten Halmen. Sie ist in der Lage, kopfüber hängend die Samenstände der Halme zu erreichen, die sich durch ihr Körpergewicht nach unten biegen.
Das Fortpflanzungsverhalten ist noch nicht abschließend untersucht. In Port Moresby fällt die Brutsaison in die Regenzeit von Oktober bis April. Graukopfnonnen sind in der Lage, in einer Saison mehrere Bruten aufzuziehen. Das Nest wird regelmäßig in einer Höhe von mehr als über sieben Meter über dem Erdboden errichtet. Sehr häufig bauen Graukopfnonnen ihre Nester in kleinen Kolonien. Das Gelege umfasst vier bis sechs Eier.

## Haltung
Graukopfnonnen wurden bislang nur einmal im Jahr 1969 nach Europa eingeführt.

## Belege

### Einzelbelege
1. ↑   Nicolai et al., S: 268
2. ↑   Nicolai et al., S. 263
3. ↑   Nicolai et al., S. 264